# Hedwig Kämpfer
Hedwig Kämpfer (ou Kaempfer ou Kampf), née Nibler le 23 janvier 1889 à Munich et morte le 7 janvier 1947 à Paris, est une femme politique allemande, membre du Parti social-démocrate indépendant d'Allemagne (USPD). Elle joue un rôle important en Bavière, lors de la Révolution allemande de 1918-1919. Elle est alors la seule femme membre du Conseil des travailleurs et la seule femme juge au Tribunal révolutionnaire. Après la défaite de la République des conseils, elle est élue au Conseil municipal de Munich où elle siège de 1919 à 1924. Durant toute cette période, elle intervient pour les droits des femmes.

## Biographie

### Jeunesse
Hedwig Nibler est née le 23 janvier 1889 à Munich. Elle est la fille d'un boulanger et travaille comme employée de bureau à l'Association centrale des employés (Zentralstelle des Deutschen Handlungsgehilfenverbands),.
Elle rencontre le journaliste Felix Fechenbach (de) et rejoint la section des jeunes du Parti social-démocrate qu'il a créée en 1914.
En 1917, elle épouse le journaliste Richard Kämpfer (1884-1966), issu d'une famille juive de Posen. Ils ont une fille, Anneliese Kämpfer. Ils adhèrent ensemble au Parti social-démocrate indépendant d'Allemagne (USPD), fondé en 1917, après une scission du Parti social-démocrate.

### Révolution allemande
Hedwig et Richard Kämpfer sont les cofondateurs de l'USPD à Munich. Ils se réunissent dans divers cafés de la ville pour préparer la grande grève de janvier 1918. Un policier infiltré note dans son rapport le rôle important qu'Hewig Kämpfer y joue déjà.
En janvier 1918, débute la révolution allemande. Le 7 novembre, Kurt Eisner, membre de l'USPD, proclame la « république socialiste de Bavière ». Des conseils de soldats, de travailleurs et de paysans sont créés. Le Conseil national provisoire de l’État populaire de Bavière, composé de représentants de ces conseils et des partis politiques, se réunit le 8 novembre. Parmi les 256 délégués figurent huit femmes: Anita Augspurg, Aloisia Eberle (de), Hedwig Kämpfer, Luise Kiesselbach (de), Emilie Mauerer (de), Rose Kempf, Helene Sumper et Marie Sturm. Une de ses premières décisions est d'accorder le droit de vote aux femmes,. Richard et Hedwig Kämpfer font tous deux partie du Conseil national provisoire, elle comme membre du Conseil des travailleurs (Landesarbeiterrat) où elle est la seule femme, et lui comme membre du Conseil des soldats (Landessoldatenrat),,.
Le 19 novembre 1918, plusieurs associations de femmes et militantes des droits des femmes dirigées par Anita Augspurg et Lida Gustava Heymann convoquent une réunion sur le rôle des femmes dans le nouvel État, Die Frau im neuen Staat. Elles appellent à la création d'un conseil des femmes destiné à la formation politique des femmes, à la création de meilleures opportunités de carrière et à la protection des nouveaux droits des femmes. Hewig Kampfer prône également « la formation des femmes prolétaires, notamment au sein des partis socialistes et des syndicats ». Le 16 décembre 1918, elle cofonde l'« Association des femmes socialistes » au Théâtre allemand, une association de femmes radicales de gauche et de la classe moyenne,. Elle déclare 

« [...] , je fais confiance à nos hommes du Parti social-démocrate : même si nous, les femmes, sommes encore très peu représentées au Parlement, ils nous soutiendront à tous égards et comprendront que les intérêts des femmes ne concernent pas seulement les femmes, mais que les intérêts des femmes, au sens le plus profond du terme, sont les intérêts du peuple, que les dommages sociaux que la vie économique a entraînés et qui ont porté atteinte à la santé soient éradiqués par des dispositions généralement favorables aux femmes. »

Après l'assassinat de Kurt Eisner, une République des conseils de Bavière (aussi appelée République soviétique de Bavière) est proclamée. Hedwig Kämfer est alors juge au Tribunal Révolutionnaire créé par la Première République des conseils pour traiter des activités contre-révolutionnaires. Elle y est la seule femme parmi 19 hommes. Elle est assistée de deux assesseures qui, avec elle, parviennent à empêcher toute condamnations à mort, en exigeant notamment que celles-ci soient décidées à l'unanimité et qu'au moins une femme y participe,.
Fin avril 1919, la défaite de la République soviétique face aux troupes « blanches » est inéluctable. Anita Augspurg, Gertrud Baer, Lida Gustava Heymann et Hedwig Kämpfer tentent de négocier entre le gouvernement du parlement du Land de Bamberg et les dirigeants communistes du pays pour empêcher une guerre civile, malheureusement sans succès. Un millier de personnes perdent la vie dans les combats et dans des exécutions sommaires lors de la prise de la ville. D’innombrables personnes sont emprisonnées, dont Hedwig Kämpfer, arrêtée le 1er mai 1919. Elle est libérée après avoir été élue au conseil municipal de Munich en juin 1919. Elle siège probablement jusqu'en 1924 mais sa biographie pour cette époque est assez lacunaire,,,.

### Seconde Guerre mondiale et exil
Après la prise du pouvoir par le parti nazi, Richard Kämpfer, menacé à la fois en raison de son activisme politique et de sa judaïté, s'enfuit à Paris en 1933, rapidement suivi par sa fille. En 1935, Hedwig Kämpfer les rejoint mais, lorsqu'ils émigrent aux États-Unis, elle choisit de rester à Paris. Dans son exil, elle côtoie Constanze Hallgarten et Elisabeth Bab et survit en effectuant des travaux de ménage,. Lorsque la France est occupée en mai 1940, elle est déportée au camp de Gurs. Elle y passe trois années dans des conditions épouvantables et manque de mourir de dysenterie,. Ses amies Anita Augspurg et Lida Gustava Heymann, malgré leurs propres difficultés, lui envoient de l'argent, ce qui lui permet d'acheter de la nourriture et de servir à ses codétenus sa fameuse « soupe de combattante ». En 1943, Hedwig Kaempfer arrive au camp de réfugiés de Bégué, où les conditions de vie sont plus favorables.
Après la fin de la guerre, en 1945, elle retourne à Paris et prépare son retour à Munich. Après avoir enfin réuni tous les papiers nécessaires à son départ, elle meurt le 7 janvier 1947 d'une intoxication au monoxyde de carbone, à cause d'un four à gaz défectueux,.

## Hommages
En 2017, une rue du quartier Aubing-Lochhausen-Langwied de Munich prend le nom d'Hedwig Kämpfer.

## Filmographie
- Hedwig Kämpfer – Spuren eines Lebens: zwischen Räterepublik, Emigration und Lagerhaft, reportage du Bayerischer Rundfunk par Mira Alexandra Schnoor, 1998 [4].
- Es geht durch die Welt ein Geflüsster, film documentaire de Uli Bez, 1988 [13],[14]